# Moldauische Basketballnationalmannschaft
Die moldauische Basketballnationalmannschaft repräsentiert die Republik Moldau bei Basketball-Länderspielen der Herren, etwa bei internationalen Turnieren und bei Freundschaftsspielen.
Das Team konnte sich bisher nicht für Weltmeisterschaften, Olympische Spiele oder Europameisterschaften qualifizieren.

## Geschichte
Die Nationalmannschaft Moldaus trat im Jahre 1992 der FIBA bei. Für ein internationales Turnier konnte man sich seitdem nicht qualifizieren.
Fünfmal nahm das Team an den FIBA Europameisterschaften für kleine Länder teil und wurde dabei 2008 und 2012 jeweils Zweiter.

## Abschneiden bei internationalen Wettbewerben
| - noch nie qualifiziert |  | - noch nie qualifiziert |

### Europameisterschaften
- noch nie qualifiziert